# امرسون هایندمن
امرسون هایندمن (انگلیسی: Emerson Hyndman؛ زادهٔ ۹ آوریل ۱۹۹۶) بازیکن فوتبال اهل ایالات متحده آمریکا است.
از باشگاه‌هایی که در آن بازی کرده‌است می‌توان به باشگاه فوتبال ای‌اف‌سی بورنموث، باشگاه فوتبال فولام، و باشگاه فوتبال آتلانتا یونایتد اشاره کرد.
وی همچنین در تیم‌های ملی فوتبال United States men's national under-17 soccer team, United States men's national under-20 soccer team, United States men's national under-23 soccer team، و ایالات متحده آمریکا بازی کرده‌است.